# Lagon de Cocos
 (décembre 2024).
Si vous disposez d'ouvrages ou d'articles de référence ou si vous connaissez des sites web de qualité traitant du thème abordé ici, merci de compléter l'article en donnant les références utiles à sa vérifiabilité et en les liant à la section « Notes et références ».
Le lagon de Cocos est un petit atoll corallien incomplet rattaché à la côte sud-ouest de Guam, près de la zone du village de Merizo. Il s'étend sur environ 5,5 km d'est en ouest et 3,5 km du nord au sud, couvrant une superficie de plus de 10 km2.
Cocos Island et Babe Island se trouvent au sommet de la partie sud de la barrière de corail de Merizo et la sépare de l'océan Pacifique ouvert au sud. À l'est, le lagon Cocos est séparé du récif d'Achang par l'étroit canal Manell qui mène à la baie d'Achang, une partie du lagon fait d'ailleurs parti de la réserve marine du récif d'Achang. Au nord-ouest, le canal de Mamaon sépare le lagon de l'île principale de Guam et permet l'accès en bateau à Merizo. Au sud-est du canal, jusqu'à la baie d'Achang, il n'y a aucune séparation avec l'île de Guam. Le long du côté ouest, la barrière de corail se découvre par endroits mais ne comporte pas d'îles.